# Metaphycus calvus
Metaphycus calvus är en stekelart som först beskrevs av Compere 1947.  Metaphycus calvus ingår i släktet Metaphycus och familjen sköldlussteklar. Inga underarter finns listade i Catalogue of Life.